# Flavius Theodosius
Flavius Theodosius (ook wel Theodosius de oude) (gestorven Carthago, begin 376) was een generaal die dienstdeed in het West-Romeinse Rijk. Hij bereikte de rang van Comes Britanniarum (graaf van de provincie Britannia). In die hoedanigheid stond hij gewoonlijk bekend als Comes (graaf) Theodosius.
Zijn vader droeg waarschijnlijk de naam Honorius. Ergens in de late jaren 330 of vroege jaren 340 trouwde deze met een vrouw die Thermantia heette. Met haar kreeg hij ten minste twee zonen, Honorius en Theodosius, geboren in Cauca (vandaag Coca, Segovia), Hispania. Deze familie was orthodox christelijk.

## Leven
Theodosius werd militair in het leger en maakte hier carrière. In 368 werd hij benoemd tot de Romeins militaire rang van Comes (te vergelijken met een generaal) en naar de provincie Britannia gezonden om daar een invasie ('Grote Samenzwering') van verschillende barbaarse stammen (Picten, Scotti, Attacotti, Saksen) te keren. Van deze taak kweet hij zich met succes. In zijn gezelschap bevonden zich op dat moment zijn jongste zoon Theodosius en, naar alle waarschijnlijkheid, de toekomstige usurpator Magnus Maximus. Bij zijn aankomst volgde hij Jovinus op als de magister equitum praesentalis aan het hof van keizer Valentinianus I, onder welke titel hij in 370 nog een campagne tegen de Alamannen tot een goed einde wist te brengen.
In 373 werd Theodosius benoemd tot bevelhebber van de expeditie om de opstand van Firmus in Mauritanië neer te slaan. Dit leidde tot nog maar eens een overwinning voor deze getalenteerde commandant. Ondanks die laatste overwinning of misschien juist wel als gevolg ervan werd Theodosius gearresteerd, naar Carthago gebracht, en daar in het begin van 376 geëxecuteerd. De reden voor zijn veroordeling is niet duidelijk, maar het wordt algemeen aangenomen dat zijn executie paste in de machtsstrijd, die na de plotselinge dood van Valentinianus I in Italia was uitgebroken. Kort voor zijn executie liet Theodosius zich dopen, zoals in die tijd wel vaker gebeurde, zelfs bij levenslange Christenen.
Volgend op de executie van de oudere Theodosius, werd zijn zoon Theodosius huiswaarts gestuurd naar de landerijen van de familie in de provincie Gallaecia. Twee jaar later echter, na het rampzalige Romeinse verlies in de slag bij Adrianopel werd hij gerehabiliteerd en aan het hoofd geplaatst van de Romeinse legers in de oostelijke helft van het rijk. Ten gevolge van zijn successen op het slagveld werd Theodosius op 19 januari 379 tot keizer van het Romeinse Rijk benoemd.

## Voetnoten
1. ↑  Men dacht dat een doop vlak voor de dood de kansen om in de hemel te komen sterk vergrootte. Men liep zo immers minder kans om ernstige (doods)zonden te plegen.